# بوب توماس
بوب توماس (بالإنجليزية: Bob Thomas)‏ (2 أغسطس 1919 في المملكة المتحدة - 1 يناير 1990 في المملكة المتحدة) هو لاعب كرة قدم بريطاني (وحمل سابقاً جنسية المملكة المتحدة لبريطانيا العظمى وأيرلندا) في مركز الهجوم. لعب مع كريستال بالاس ونادي برينتفورد ونادي بليموث أرجايل ونادي فولهام ونادي كيترينغ تاون وHendon F.C. ‏.

## وصلات خارجية
- بوب توماس على موقع قاعدة بيانات كرة القدم.إي يو (الإنجليزية)